# Cesco Baseggio
Francesco Baseggio, detto Cesco (Treviso, 13 aprile 1897 – Catania, 22 gennaio 1971), è stato un attore italiano.
Iniziò molto giovane la carriera, affermandosi in particolare come interprete del teatro dialettale veneto, per il quale scrisse anche alcune commedie.

## Biografia
Nato a Treviso da Arturo, violinista, e Irma Fidora, soprano lirico, trascorse la giovinezza a Venezia, luogo di origine della famiglia.

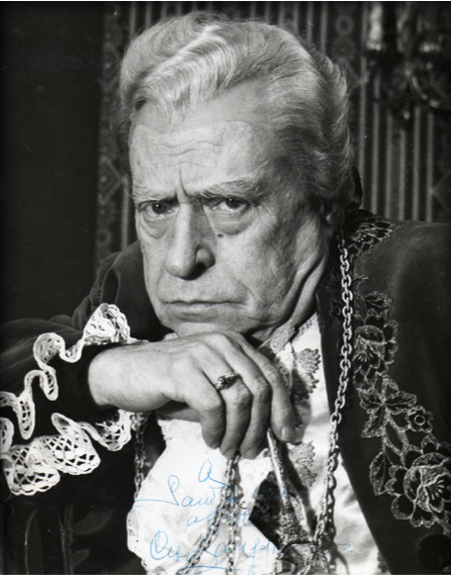
Baseggio in costume

Studiò il violino secondo le volontà del padre ed entrò nel mondo del teatro quasi per caso: conobbe infatti Gianfranco Giachetti nel 1913, mentre stava preparando La locandiera del Goldoni e venne da questi invitato alla rappresentazione; più per curiosità, il Baseggio provò una parte della commedia, ma ne restò talmente affascinato che decise di lasciare il violino e gli studi per dedicarsi completamente alla recitazione.

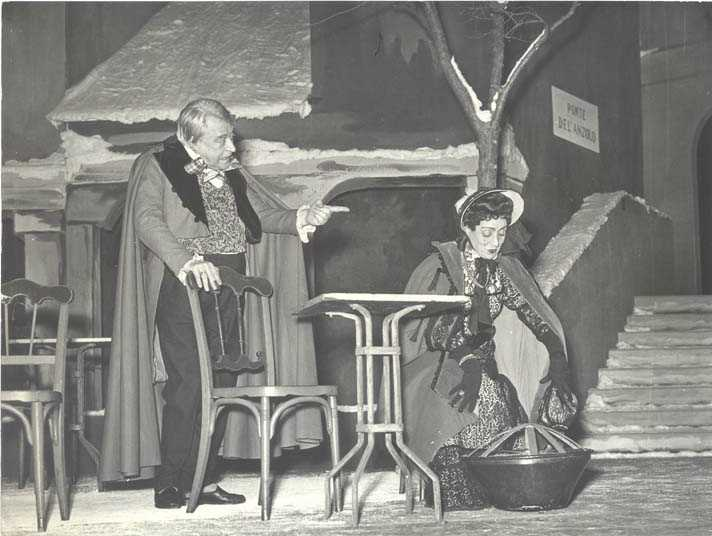
Cesco Baseggio e Isabella Riva durante la rappresentazione di Matrimonio di Ludro (1955), foto De Rota

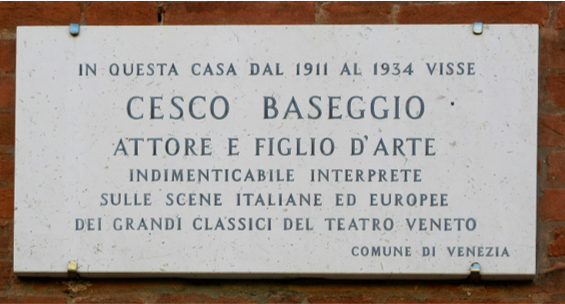
Lapide sulla casa a Venezia, Dorsoduro 1131

Tre anni dopo imbracciò le armi per la prima guerra mondiale e si mise in luce dirigendo in Albania il "teatro del soldato". Tornato dalla guerra tradusse Il malato immaginario di Molière dal francese al dialetto veneziano.
Nel 1920 ricevette l'invito di Giachetti a entrare nella compagnia "Ars Veneta" come attore caratterista e brillante. Perfezionò gli studi dell'arte fondando, sei anni dopo, nel 1926, una sua compagnia teatrale. In seguito assunse il ruolo di capocomico e da quel momento (tranne un triennio trascorso nella compagnia del teatro di Venezia, diretta da Guglielmo Zorzi nel 1936-1937 e poi da Alberto Colantuoni) guidò prevalentemente compagnie di prosa specializzate in commedie del repertorio goldoniano, per il quale si rivelò un attore molto adatto.
Si misurò anche in opere di William Shakespeare, Friedrich Schiller, Giacinto Gallina, Ruzante, Gino Rocca e Renato Simoni.
Negli anni sessanta, grazie alle sue spiccate doti di immediata comunicatività e simpatia, si fece apprezzare nelle edizioni televisive di alcune delle più celebri opere goldoniane di carattere e di ambiente. 
Nel gennaio del 1971 fu scritturato a Catania per curare la regia de I quattro rusteghi, di Ermanno Wolf-Ferrari, al Teatro Bellini. Pochi giorni dopo l'arrivo, fu ricoverato in una clinica catanese per un aggravamento delle sue già precarie condizioni di salute. Qui, dopo un giorno di coma, morì a causa di un attacco di asma bronchiale, all'età di settantaquattro anni, il 22 gennaio 1971. Le sue spoglie giacciono nel cimitero di Venezia nell'isola di San Michele (recinto II, portico est), a fianco di altri attori del teatro dialettale veneto.

## Filmografia

Rina Morelli con Cesco Baseggio ne L'intrusa (1956)

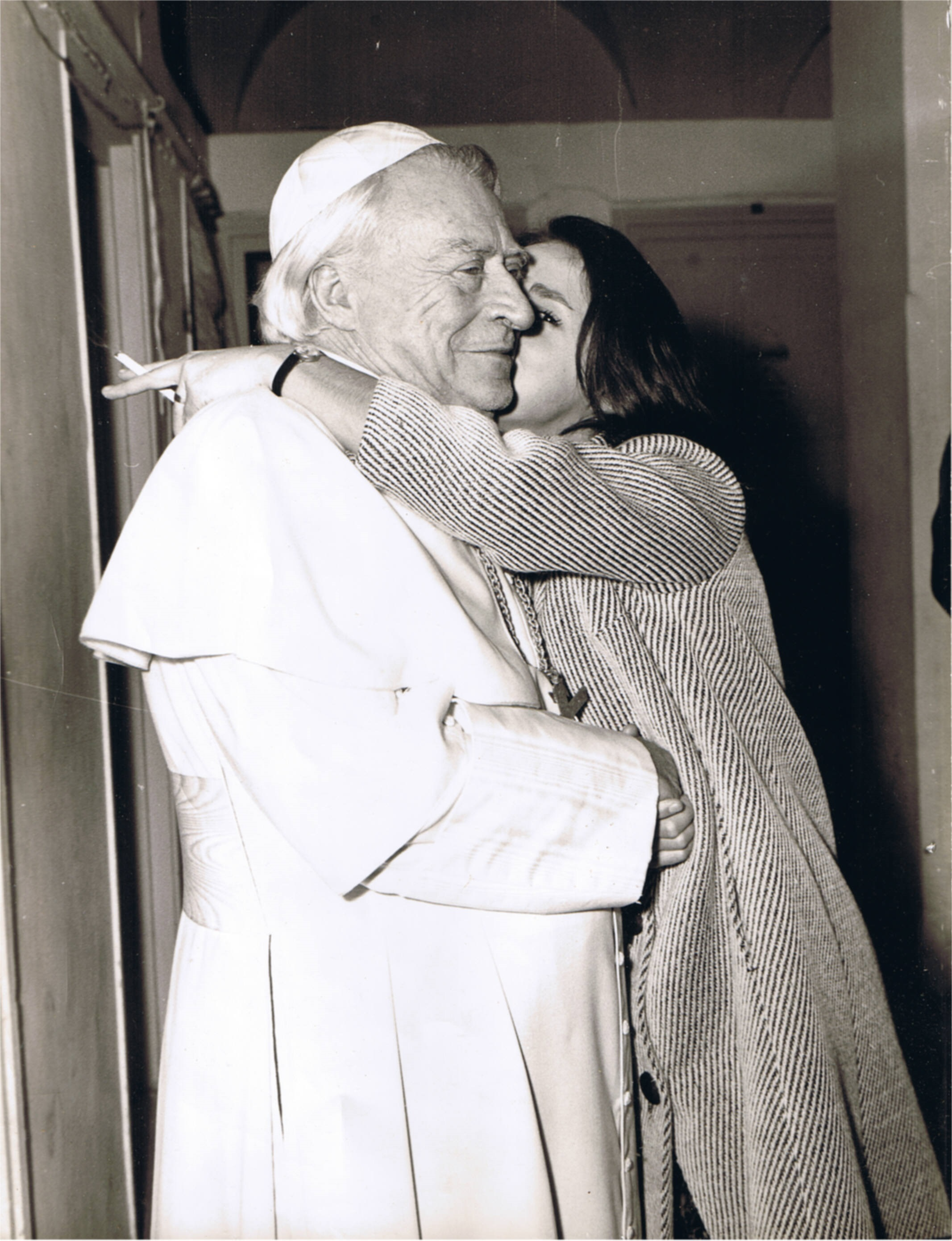
Cesco Baseggio con Gianna Raffaelli dietro le quinte della commedia Papa Sarto

- Le scarpe al sole, regia di Marco Elter (1935)
- Bertoldo, Bertoldino e Cacasenno, regia di Giorgio Simonelli (1937)
- Nina, non far la stupida, regia di Nunzio Malasomma (1937)
- Il Corsaro Nero, regia di Amleto Palermi (1938)
- Giuseppe Verdi, regia di Carmine Gallone (1938)
- La vedova, regia di Goffredo Alessandrini (1939)
- Il carnevale di Venezia, regia di Giuseppe Adami e Giacomo Gentilomo (1939)
- Scandalo per bene, regia di Esodo Pratelli (1940)
- Mare, regia di Mario Baffico (1940)
- Piccolo alpino, regia di Oreste Biancoli (1940)
- Il sogno di tutti, regia di Oreste Biancoli e Ladislao Kish (1940)
- Orizzonte dipinto, regia di Guido Salvini (1941)
- Pia de' Tolomei, regia di Esodo Pratelli (1941)
- La famiglia Brambilla in vacanza, regia di Carl Boese (1941)
- I sette peccati, regia di Ladislao Kish (1942)
- Angelo del crepuscolo, regia di Gianni Pons (1942)
- Notte di fiamme, regia di Ladislao Kish (1942)
- Dente per dente, regia di Marco Elter (1943)
- Dagli Appennini alle Ande, regia di Flavio Calzavara (1943)
- Quelli della montagna, regia di Aldo Vergano (1943)
- L'avventura di Annabella, regia di Leo Menardi (1943)
- Gian Burrasca, regia di Sergio Tofano (1943)
- Canal grande, regia di Andrea Di Robilant (1943)
- La moglie in castigo, regia di Leo Menardi (1943)
- Finalmente sì, regia di Ladislao Kish (1944)
- Fatto di cronaca, regia di Piero Ballerini (1945)
- La buona fortuna, regia di Fernando Cerchio (1945)
- I dieci comandamenti, regia di Giorgio Walter Chili, episodio Onora il padre e la madre (1945)
- Trent'anni di servizio, regia di Mario Baffico (1945)
- L'angelo del miracolo, regia di Piero Ballerini (1945)
- Paese senza pace, regia di Leo Menardi (1946)
- Il vedovo allegro, regia di Mario Mattoli (1950)
- Cuori senza frontiere, regia di Luigi Zampa (1950)
- Arrivano i nostri, regia di Mario Mattoli (1951)
- Ho scelto l'amore, regia di Mario Zampi (1953)
- Figaro, il barbiere di Siviglia, regia di Camillo Mastrocinque (1955)
- L'intrusa, regia di Raffaello Matarazzo (1956)
- Kean - Genio e sregolatezza, regia di Vittorio Gassman (1957)
- I rusteghi – film TV (1964)
- La famegia del santolo – film TV (1966)
- Breve gloria di mister Miffin, regia di Anton Giulio Majano – miniserie TV, 4 episodi (1967)
- Le inchieste del commissario Maigret – serie TV, episodio Maigret sotto inchiesta (1968)
- La bancarotta – film TV (1968)

## Prosa televisiva Rai
- Le baruffe chiozzotte di Carlo Goldoni, regia di Carlo Lodovici, trasmessa il 26 luglio 1955.
- Congedo, regia di Guglielmo Morandi, trasmessa il 19 settembre 1955.
- Se no i xe mati no li volemo di Gino Rocca, regia di Carlo Lodovici e Alberto Gagliardelli, trasmessa nel 1958.
- I rusteghi di Carlo Goldoni, regia di Cesco Baseggio e Lydia C. Ripandelli, trasmessa nel 1958.
- La serva amorosa di Carlo Goldoni, regia di Italo Alfaro, con Gianna Raffaelli, trasmessa il 18 settembre 1964.
- El moroso de la nona di Giacinto Gallina, regia di Cesco Baseggio e Fernanda Turvani, con Gianna Raffaelli (1960)
- Quando i pulcini cantano, regia di Cesco Baseggio e Gianfranco Bettetini, con Gianna Raffaelli (1960)
- Zelinda e Lindoro (1962)
- I recini da festa, regia di Cesco Baseggio e Stefano De Stefani, con Gianna Raffaelli
- La buona madre di Carlo Goldoni, regia di Cesco Baseggio e Lino Procacci
- Il burbero benefico di Carlo Goldoni, regia di Cesco Baseggio e Italo Alfaro
- Serenissima di Giacinto Gallina
- El prete rosso, regia di Cesco Baseggio e Italo Alfaro, con Gianna Raffaelli (1965)
- La famegia del Santolo di Giacinto Gallina, regia di Carlo Lodovici (1966)
- Se no i xe mati no li volemo di Gino Rocca, regia di Carlo Lodovici (1966)
- Tramonto di Renato Simoni, regia di Cesco Baseggio e Italo Alfaro (1966)
- Sior Todero brontolon di Carlo Goldoni, regia di Carlo Lodovici con Lina Volonghi,  Elsa Vazzoler, Mario Maranzana (1969)

### Carosello
Cesco Baseggio partecipò ad alcune serie di sketch della rubrica pubblicitaria televisiva Carosello pubblicizzando:
- nel 1961 e 1962, con altri attori e cantanti, il formaggio Kraft della Kraft-Hurlimann
- nel 1963 con Giulia Lazzarini, ancora il formaggio Kraft
- nel 1970 il vino della Folonari